# Nyctemera conjuncta
Nyctemera conjuncta là một loài bướm đêm thuộc phân họ Arctiinae, họ Erebidae.